# Annika Ström
Annika Ström (* 1964 in Helsingborg) ist eine schwedische Künstlerin, die in Hove, England lebt und arbeitet. Sie arbeitet in den Medien Videokunst, Zeichnung, Malerei, Installation und Performance.

## Leben
Von 1991 bis 1997 studierte Ström an der Königlich Dänischen Kunstakademie in Kopenhagen.  

## Werk
Ström hat seit den 1990er Jahren ein Werk geschaffen, in dem sie sich in den Medien Video, Zeichnung, Malerei und Performance kritisch mit der Stellung des Künstlers in der Kunstwelt und Gesellschaft auseinandersetzt. Dabei beobachtet und befragt Ström ihre Mitmenschen, Freunde und Verwandte, wie auch zufällige Bekanntschaften, um zwischenmenschliche oder gesellschaftliche Beziehungen zu untersuchen. In ihren Videos zeigt sie Ausschnitte der Unterhaltungen kombiniert mit kurzen Sequenzen alltäglicher Beobachtungen. Im Hintergrund singt sie mit zarter Stimme simple, immer wiederkehrende Textphrasen zu den stereotypen Rhythmen eines Synthesizers. In ihren Videos hält sie sich immer die Möglichkeit offen, auf witzige Weise Geschehen zu stören und zu konterkarieren, um so Denkprozesse anzuregen und die Dinge mit Humor zu hinterfragen. Auch bestehende Sichtweisen und Stereotype stellt Ström kritisch auf den Kopf, zum Beispiel in ihren Videoarbeiten Swedish Traveler (1995) und The Swede (2012). Hier beschäftigt sie sich mit der kolonialistischen Sichtweise einer schwedischen Reisenden in Thailand sowie mit den gängigen Vorurteilen, die eine im Ausland  lebende Schwedin genüsslich und mit viel Aufregung über ihr Gastland ausbreitet. 
Ebenso schuf Ström seit den 1990ern eine Reihe von „artist songs“, meist kurze Lieder mit immer wiederkehrendem Refrain, die von einem Synthesizer begleitet werden und die Ström während ihrer Eröffnungen vortrug. Ströms „text pieces“  sind kurze Statements in Acrylfarbe auf Papier oder Leinwand. Sie zeichnen sich durch ihre Prägnanz, Ironie und auch Autoreflexion aus, wenn sie schreibt: „i am a better artist than i deserve“, „excuse me i am sorry“, „oh i want so much to do a political work of art“, „this work refers ton o one“ oder auch „this work refers to all male art“. Das Werk der Künstlerin thematisiert immer wieder die Frage des Scheitern, so sind ihre Lieder zwar einprägsam, aber zu kurz um jemals Radioerfolge zu feiern und auch stehen sie dazu, selbstgemacht zu klingen.

## Ausstellungen
Annika Ström wurde zu zahlreichen internationalen Gruppenausstellungen eingeladen, so wurden ihre Werke unter anderem gezeigt in den folgenden Institutionen: 
- The Royal Museum of Fine Arts, Kopenhagen
- Malmö Art Museum, Malmö
- Louisiana Museum of Modern Art, Humlebæk
- Musée d’art moderne de la Ville de Paris, Paris
- Konstmuseum, Göteborg
- Ursula Blicke Stiftung, Kraichtal-Unteröwisheim
- ICA, London
- Gwangju City Art Museum
- Museo Reina Sofia, Madrid
- Moderna Museet, Stockholm
- Yerba Buena Center for the Arts, San Francisco
- Crac Alsace, Altkirch
- Palais de Tokyo, Paris
- Nationalmuseum Oslo, Oslo
- Schirn Kunsthalle Frankfurt
- Galerie nationale du Jeu de Paume, Paris
- Centro Andaluz de Arte Contemporáneo, Sevilla

Neben regelmäßigen Galerieschauen waren Einzelausstellungen der Werke von Annika Ström zu sehen in den folgenden Institutionen: 
- Akershus Kunstnersenter, Akershus
- Wiener Secession, Wien
- Bohuslän Museum, Uddevalla
- Kunstmuseum Ystad
- Centro Andaluz de Arte Contemporáneo, Sevilla

## Werke in öffentlichen Sammlungen
- Moderna Museet, Stockholm
- Konst Museet, Malmö
- Statens Museum for Kunst, Köpenhamn
- Neuer Berliner Kunstverein, Berlin
- Wiener Secession, Wien
- Museum of Contemporary Art, Belgrad
- Lunds Konsthall, Lund
- Migros Museum, Zürich
- Le CNAP, National Center of Visual Arts France
- Centro de Andaluz  de Arte Contemporaneo, Sevilla
- Sammlung Verbund, Wien
- Fondazione Morra Greco, Neapel